# Čata
Čata és un poble i municipi d'Eslovàquia que es troba a la regió de Nitra, al sud-oest del país.
La primera menció escrita de la vila es remunta al 1386.

## Demografia
| Godina             | 1994 | 2004   | 2014    | 2024   |
| ------------------ | ---- | ------ | ------- | ------ |
| Nombre de persones | 1224 | 1191   | 1016    | 1041   |
| Diferència         |      | −2,69% | −14,69% | +2,46% |

| Godina             | 2023 | 2024   |
| ------------------ | ---- | ------ |
| Nombre de persones | 1035 | 1041   |
| Diferència         |      | +0,57% |